# Slobodnica
Slobodnica falu Horvátországban, Bród-Szávamente megyében. Közigazgatásilag Szibinhez tartozik.

## Fekvése
Bródtól légvonalban 6, közúton 8 km-re nyugatra, községközpontjától 3 km-re délkeletre, Szlavónia középső részén, a Szávamenti-síkságon, az A3-as (Zágráb-Lipovac) autópálya és a Zágráb-Vinkovci vasútvonal mentén fekszik.

## Története
Slobodnica területe a középkorban a templomosok borostyáni uradalmához tartozott, majd ezután a Beriszlói család birtoka volt. 1483-ban „Zlobodnycza” alakban említik. A középkor végére kisebb mezővárossá fejlődött és szabadságjogokkal rendelkezett. Valószínűleg nevét is erről kapta. A török 1536 körül szállta meg ezt a vidéket. Lakossága átvészelte a török uralom másfél évszázadát is. 

Az 1698-as kamarai összeírásban „Szlobodnicza” néven már hajdútelepülésként (pagus haidonicalis) szerepel a szlavóniai települések között. A katonai közigazgatás megszervezése után a bródi határőrezredhez tartozott. Az 1730-as egyházi vizitáció jelentésében 25 katolikus házzal szerepel. Amint az 1737-ben a szertartáskönyvből kiderül a hívek szolgálatát a bródi ferencesek látták el. 1758-ban a vizitáció jelentéséből kiderül, hogy temploma fagerendákból épült, három oltára Szent Márknak, Szent Klárának és bolognai Szent Katalinnak volt szentelve. 1760-ban 72 házában, 121 családban 741 katolikus lakosa volt. 1789-ben megalapították a helyi plébániát. A Szent Márk plébániatemplomot 1830-ban építették.
Az első katonai felmérés térképén „Slobodnicza” néven található. Lipszky János 1808-ban Budán kiadott repertóriumában „Szlobodnicza” néven szerepel. Nagy Lajos 1829-ben kiadott művében „Szlobodnicza” néven 205 házzal, 1088 katolikus vallású lakossal találjuk. A katonai közigazgatás megszüntetése után 1871-ben Pozsega vármegyéhez csatolták. 1873-ban megalapították Sibinj községet, melynek része lett. A 20. század elején Likából újabb katolikus családok települtek be, Galíciából pedig ruszin családok érkeztek.
A településnek 1857-ben 173, 1910-ben 372 lakosa volt. 1910-ben lakosságának 85%-a horvát, 7%-a ruszin anyanyelvű volt. Pozsega vármegye Bródi járásának része volt. Az első világháború után 1918-ban az új szerb-horvát-szlovén állam, majd később (1929-ben) Jugoszlávia része lett. A település 1991-től a független Horvátországhoz tartozik. 1991-ben lakosságának 88%-a horvát nemzetiségű volt. 2011-ben a településnek 556 lakosa volt.

## Lakossága
| Lakosság változása | Lakosság változása | Lakosság változása | Lakosság változása | Lakosság változása | Lakosság változása | Lakosság változása | Lakosság változása | Lakosság változása | Lakosság változása | Lakosság változása | Lakosság változása | Lakosság változása | Lakosság változása | Lakosság változása | Lakosság változása |
| ------------------ | ------------------ | ------------------ | ------------------ | ------------------ | ------------------ | ------------------ | ------------------ | ------------------ | ------------------ | ------------------ | ------------------ | ------------------ | ------------------ | ------------------ | ------------------ |
| 1857               | 1869               | 1880               | 1890               | 1900               | 1910               | 1921               | 1931               | 1948               | 1953               | 1961               | 1971               | 1981               | 1991               | 2001               | 2011               |
| 916                | 895                | 786                | 845                | 832                | 908                | 853                | 881                | 902                | 921                | 1.078              | 1.197              | 1.192              | 1.302              | 1.592              | 1.557              |

## Gazdaság
A lakosság többsége a közeli Bród városába jár dolgozni, szabadidejükben pedig hagyományosan mezőgazdasággal, állattartással foglalkoznak.

## Nevezetességei
Szent Márk evangélista tiszteletére szentelt római katolikus plébániatemploma 1830-ban épült. A település első templomát az 1730. évi vizitáció említi. A mai templom elődje szintén fából épült 1781-ben azon a helyen ahol a mai templom is áll. A mai templom építéséhez a pénz nagy részét a szibini kapitányság biztosította. A templom mai formáját 1880 körül nyerte el. Orgonája a 19. század második felében épült. Ezt az orgonát az 1990-es évek elején feltételezve, hogy nem lehet javítani kidobták és teljesen tönkrement. Ez a feltételezés később tévesnek bizonyult, így a templom egy értékes kulturális emléket veszített el. A plébánia 2008-ban új orgonát vásárolt.

## Oktatás
A településen a szibini „Ivan Mažuranić” elemi iskola alsó tagozatos területi iskolája működik.

## Sport
Az NK Slobodnica labdarúgóklub a megyei egyik legsikeresebb klubja. A csapat 1991 és 1996 között a horvát 3. ligában szerepelt, majd az 1996/97-es szezont a 2. ligában töltötte. Ezután 1997 és 2004 között ismét a 3. ligában játszott, melyből kiesett a megyei 1. ligába. Azóta a horvát 3. liga és a megyei 2. liga között ingázik. A 2017/18-as szezont a megyei 1. ligában töltötte.